# Jollydora
Jollydora ist eine Pflanzengattung innerhalb der Familie der Connaraceae. Die seit 2012 etwa vier Arten kommen in Zentralafrika und in Liberia vor.

## Beschreibung
Jollydora sind in der Regel unverzweigte Bäumchen. Die großen Laubblätter sind unpaarig gefiedert.
Der Blütenstand ist entweder eine Traube oder ein Bündel kauliflorer Blüten oder achselbürtig. Die heterotristylen Blüten sind zwittrig und fünfzählig. Die Kronblätter sind außen und innen kahl, ebenso die Staubfäden und – in der Regel – der Griffel, der allerdings gelegentlich einzelne Härchen trägt. Es gibt nur ein Fruchtblatt.
Die ungestielten oder gestielten Balgfrüchte sind außen sowie innen kahl und öffnen sich weder während noch nach der Reife.
Die ein oder zwei Samen sind an der Innenseite des Balgs befestigt und besitzen eine fleischige Außenschicht, die sogenannte Sarkotesta, die den Samen fast komplett umhüllt. Ein Endosperm fehlt, die Radicula ist spitz, die Keimblätter dick.

## Systematik und Verbreitung
Die Gattung Jollydora wurde 1896 durch Jean Baptiste Louis Pierre in Botanische Jahrbücher für Systematik, Pflanzengeschichte und Pflanzengeographie, Band 23, 1–2, S. 217 aufgestellt. Typusart ist Jollydora duparquetiana (Baill.) Pierre. Der Gattungsname Jollydora ehrt den französischen Gärtner Adrien Jolly (1854–1949).
Jollydora ist die einzige Gattung Tribus Jollydoreae innerhalb der Familie Connaraceae.
Die Jollydora-Arten kommen in Zentralafrika und in Liberia vor.
Es gibt seit 2012 vier Arten:
- Jollydora armandui Jongkind: Sie wurde 2012 aus Liberia erstbeschrieben. Sie wurde bisher nur am Typusfundort in einem Wald zwischen Greenville und Buchanan gefunden.[1]
- Jollydora duparquetiana (Baill.) Pierre: Sie kommt in Kamerun, Gabun, Nigeria, im Kongobecken und in Cabinda vor.[3]
- Jollydora glandulosa G.Schellenb.: Sie kommt vom südlichen Nigeria bis Kamerun vor.[3]
- Jollydora pierrei Gilg: Sie kommt nur in Gabun vor.[3]